# نیزه آفریقایی
نیزه آفریقایی(نام علمی: Sansevieria cylindrica) نام یک گونه از سرده سانسوریا است.